# أوستروده أم هارتس
أوستروده أم هارتس (بالألمانية: Osterode am Harz) هي بلدة ألمانية تقع في ألمانيا في Osterode.

## المدن التوأمة
مدن سكاربورو، شمال يوركشاير، آرمنتيير وOstróda هي مدن توأمة لـاويترودة آم هارتس.

## أعلام
- بيورن درير
- ماركو بوده